# Динеш Кумар
Динеш Кумар (там. தினேஷ் குமார்) — индийский хореограф, ставящий танцевальные номера в южно-индийских фильмах.
Родился в Мадрасе. Начал свою карьеру в 1993 году, работая ассистентом у хореографов Раджу Сундарама и Прабху Девы.
Как самостоятельный хореограф дебютировал в 2001 году в тамильском фильме Manadhai Thirudivittai.
С тех принял участие в производстве примерно 130 кинокартин.
Отмечен такими премиями, как Национальная кинопремия за постановку танцев в фильме «Поле битвы» (2010),
Filmfare Awards South за фильм «Неуловимый» (2009)
и Vijay Awards за фильмы «Хулиган» (2007) и Easan (2010).
В 2014 году Динеш решил попробовать себя как актёр и приступил к съёмкам фильма Oru Kuppai Kathai, котором он исполняет главную роль.